# Martin Weisz
Martin Weisz (* 27. März 1966 in Berlin) ist ein deutscher Video- und Filmregisseur. Insgesamt inszenierte er über 350 Videos und arbeitete mit Künstlern wie Nickelback, Brandy, Puff Daddy und LL Cool J zusammen. Neben Musikvideos inszenierte er auch zahlreiche Werbefilme.
Martin Weisz wurde mit einem MTV European Video Award für das beste Dance Video ausgezeichnet, im Jahr 2000 war er in der Kategorie Best Rock Video nominiert.
Sein Debüt als Filmregisseur gab er 2006 mit dem umstrittenen und in Deutschland auch zeitweise verbotenen Film Rohtenburg (US-Titel „Grimm Love“).
Im März 2007 lief sein zweiter Film The Hills Have Eyes 2 in den deutschen Kinos an. Squatters, sein drittes Filmprojekt, wurde 2014 direkt auf DVD veröffentlicht.
Martin Weisz ist verheiratet und hat vier Kinder.